# فرودگاه لندن-کوربین
فرودگاه لندن-کوربین (به انگلیسی: London-Corbin Airport) (به زبان بومی: Magee Field) یک فرودگاه همگانی بهره‌برداری هوایی با کد یاتا LOZ است که یک باند فرود آسفالت دارد و طول باند آن ۱۷۵۳ متر است. این فرودگاه در کشور ایالات متحده آمریکا قرار دارد و در ارتفاع ۳۶۹ متری از سطح دریا واقع شده است.